# Constructie H-Balk DIN 30
De Constructie H-Balk DIN 30 is een kunstwerk in Amsterdam Nieuw-West.
De schepping van kunstenaar André Volten staat sinds 1968 in het Sloterpark in het gedeelte dat aan de oostzijde van de Sloterplas ligt aan de straat Oostoever. Het kunstwerk bestaat uit drie constructies bestaande uit aan elkaar gelaste H-profielen.
Volten ontwierp de drie onderdelen zo dat alle H-profielen loodrecht op elkaar staan (er is geen schuin lopend onderdeel). Het is alsof hij binnen zijn kunstwerk alleen de X-, Y- en Z-assen aangeeft. Deze driedeling lijkt de kunstenaar ook doorgevoerd te hebben in de drie onderdelen. Vanaf de straatzijde gezien (het kunstwerk heeft geen gedefinieerde voor- of achterkant) lijkt het linker deel vooral van voor naar achter te lopen; het middelste van links naar rechts en het rechter deel van beneden naar boven. De H-balken zijn ook ruimtelijk gezien in drie varianten geplaatst, als staande H, als liggende H (I-profiel) en als liggende H. In het middelste deel heeft de kunstenaar een stuk H-profiel geplaatst, dat ruimtelijk de vorm van een kubus heeft. De kunstenaar heeft tijdens het werken aan het beeld nog veranderingen in lengtes aangebracht. Zo is te zien dat twee H-profielen in de lengterichting aan elkaar zijn gelast. Door te variëren heeft de groep geen voor- of achterkant; deze worden alleen bepaald door de wijze waarop de groep sculpturen aan de weg geplaatst zijn. Elk ander standpunt levert direct een nieuw kunstwerk op.
Het kunstwerk stond tot 1968 nabij de toenmalige nieuwe vleugel van het Stedelijk Museum, die in 2006 werd afgebroken. Het gevaarte zou 18000 kilogram wegen. Het was een variant op het plastiek Onze Stad dat Volten maakte voor de beeldententoonstelling in 1965 voor de viering van honderd jaar Vondelpark.

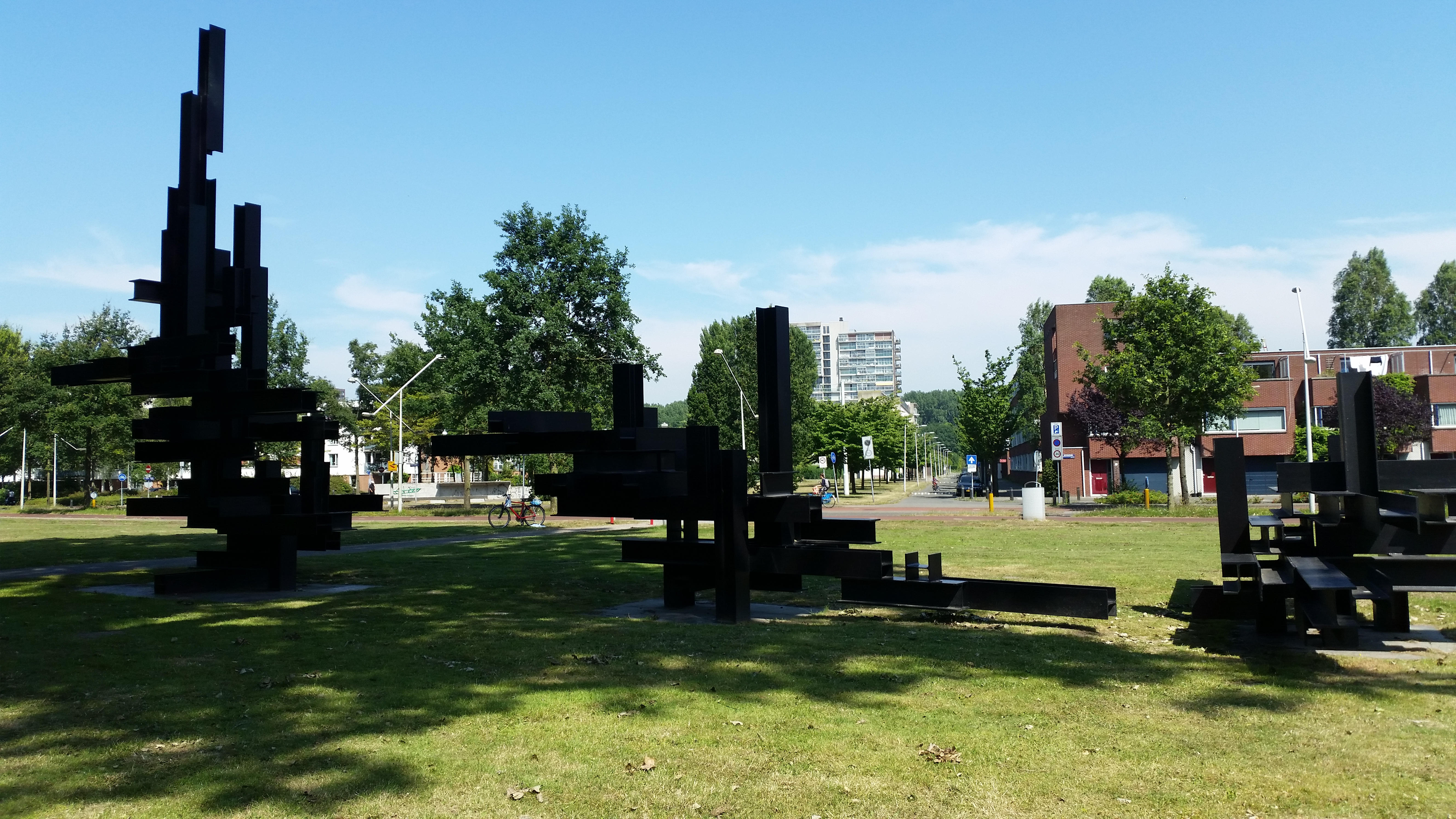
De beeldengroep gezien naar de weg toe (juni 2018)